# Michael Böllner
Michael Böllner (Monaco di Baviera, 14 settembre 1958) è un attore tedesco, noto per aver interpretato Augustus Gloop nel film del 1971 Willy Wonka e la fabbrica di cioccolato.

## Biografia
Michael Böllner al momento delle riprese di Willy Wonka e la fabbrica di cioccolato non parlava molto bene l'inglese; infatti era l'unico dei cinque bambini ad essere tedesco. Dopo Willy Wonka interpretò ruoli minori nella TV tedesca; successivamente divenne un commercialista.
Dato che in Germania il film non era molto distribuito, l'attore scoprì che aveva fatto successo solo negli anni '90, quando il cast si riunì. Alla morte di Gene Wilder, nel 2016, l'attore dichiarò di essere rammaricato per non aver parlato di più con lui.
Willy Wonka è l'unico film di successo a cui l'attore ha preso parte.
Nel 2016 Böllner ha partecipato al programma televisivo Bizarre Transmissions from the Bermuda Triangle.
Nel 2023, quando gli editori rimossero dal romanzo il termine "grasso", Böllner dichiarò che la rimozione non era necessaria.

## Filmografia parziale
- Willy Wonka e la fabbrica di cioccolato (Willy Wonka & the Chocolate Factory), regia di Mel Stuart (1971)

## Doppiatori italiani
- Massimiliano Manfredi in Willy Wonka e la fabbrica di cioccolato (ridoppiaggio 1984)[6]